# Fundplatz Markkleeberg
Der Fundplatz Markkleeberg ist ein bedeutender Fundort für die Mittlere Altsteinzeit in Mitteldeutschland. Er liegt nach heutiger Beschreibung am Nordrand des künstlichen Markkleeberger Sees in Markkleeberg, Landkreis Leipzig.

## Archäologische Bedeutung
Am Fundplatz Markkleeberg, dem ältesten archäologischen Denkmal des Freistaates Sachsen, liegt der früheste Nachweis der Befähigung des Menschen zur Siedlungsnahme der eiszeitlichen Kältesteppe vor. Erstmals wird ein neuer technologischer Entwicklungsstand in der kulturellen Evolution sichtbar. Die Herstellung von Steingeräten aus Feuersteinknollen nach vorausplanenden Zerlegungskonzepten (Levalloistechnologie).
Für die Forschungsgeschichte der urgeschichtlichen Archäologie im Speziellen und der Eiszeitforschung im Allgemeinen hat Markkleeberg einen fundamentalen Stellenwert. Hier entzündete und verbreitete sich ein Disput zur Aussagefähigkeit von technologischem Entwicklungsstand der Urmenschen und seiner kulturellen Zuordnung gegenüber einer absolutchronologischen Altersstellung und der geostratigraphischen Einordnung.

## Forschungsgeschichte
Der Fundplatz Markkleeberg wurde 1895 von dem Landesgeologen Franz Etzold entdeckt. Zu Beginn des 20. Jahrhunderts suchte Karl Hermann Jacob (Jacob-Friesen) die Kiesgruben auf. Hugo Obermaier, Mitbegründer der europäischen Altsteinzeitforschung, hatte ihn beauftragt „Eolithen“ zu sammeln. Sein Anliegen basierte auf der damals geführten Diskussion um den Gegenbeweis einer besonders frühen Besiedlung Europas. Eolithen sind natürlich entstandene Gesteinsbruchstücke, die Ähnlichkeiten mit den vom Menschen hergestellten Artefakten haben. Karl Hermann Jacob schickte die von ihm gesammelten Objekte an Hugo Obermaier und der erkannte, dass es sich nicht um Eolithen, sondern tatsächlich um vom Menschen hergestellte Artefakte handelte.
Es folgte eine ausgiebige Sammeltätigkeit, tausende von Feuersteinartefakten wurden gefunden und sind heute im Bestand vieler Museen und Sammlungen aufgegangen. Karl Hermann Jacob publizierte seine Funde zusammen mit Carl Gäbert, der die geostratigraphische Zuordnung vornahm. Gäbert lokalisierte die Grundmoräne der Saalekaltzeit über der Fundschicht und kam so zu einer Mindestdatierung in die vorletzte Eiszeit (> 130.000 Jahre). Damit brachte er die noch junge Altsteinzeitforschung in Verlegenheit. In Frankreich, dem Mutterland der Altsteinzeitforschung, hatte man ein Chronologieschema entwickelt, wobei den in unterschiedliche Inventare zu gruppierenden Steinartefakten der Urmenschen zeitliche Eckwerte zuordnet wurden. In dieses Schema passte Markkleeberg nicht hinein, da die Artefakte gegenüber ihrer geostratigraphischen Fundlage viel zu fortschrittlich erschienen. Die Überlegung, dass Klingen, präparierte Levalloiskerne und Moustérienspitzen (Schaber) älter als die Eem-Warmzeit (128.000 Jahre) sein sollten, sorgten im Fach für Unruhe.
In den 1950er Jahren setzte sich der Geologe Rudolf Grahmann für die Datierung der Artefakte in die Saale-Eiszeit ein. Im Rahmen seiner geologischen Forschungen zum Quartär Mitteldeutschlands hatte der archäologische Fundplatz Markkleeberg für ihn eine zentrale Bedeutung. In der Nachfolge Grahmanns pochte Lothar Eißmann immer wieder auf das Vorrecht der geostratigraphischen Einordnung gegenüber einer kulturellen archäologischen Datierung.
Erst nachdem Alain Tuffreau in Frankreich und Gerhard Bosinski in Deutschland in den siebziger und achtziger Jahren an Fundplätzen wie Biache-Saint-Vaast oder Rheindahlen nachweisen konnten, dass ein Mittelpaläolithikum mit mousteroiden Werkzeugen älter als die Eem-Warmzeit sein konnte, begann man das Inventar von Markkleeberg zu verstehen.
Während des Braunkohletagebaus bis Ende der 1980er Jahre war es aus wirtschaftspolitischen Gründen nicht möglich, den Fundplatz in seiner gesamten Ausdehnung und in seiner Vielfalt an Fundlagen und Konzentrationen zu untersuchen. Er fiel weitgehend dem Tagebau zum Opfer. Wilfried Baumann und verschiedene Sammler konnten zwar einige Artefakte bergen, auch konnte Dietrich Mania eine Notgrabung durchführen, doch eine fachgerechte Dokumentation fand nicht statt. Bei den Untersuchungen von Baumann und Mania wurden auch Präparationsabschläge und Rohfabrikate archiviert. Im Gegensatz zu Grahmann, der in Markkleeberg Aktivitäten des Menschen in Zusammenhang mit der Jagd auf wandernde Tierherden sah, stellten Mania, Baumann und Eißmann eine Verbindung zur Rohstoffversorgung mit Feuerstein her.

## Die Ausgrabungen 1999–2001
An der Nordböschung des Tagebaus Espenhain wurden zwischen 1999 und 2001 Ausgrabungen des sächsischen Landesamtes für Archäologie durchgeführt. Die Grabungen erfolgten im Rahmen von Renaturierungsmaßnahmen zur Errichtung eines Naherholungsgebietes. Sie waren begrenzt auf die Bereiche, in denen Erdbewegungen zur Tagebausanierung vorgesehen waren. Im Sommer 1999 durchgeführten Voruntersuchungen führten zu der Erkenntnis, dass Fundschichtsedimente vorhanden sind. Auch erste Steinartefakte wurden in zwei Suchschnitten entdeckt, welche im Jahr 2000 zum Beginn weiterer Ausgrabungen führten.

### Stratigraphie
Verschiedene Geoschnitte in nordsüdlicher Ausdehnung dienten zur lokalen Eingrenzung der Hauptterrasse und damit der Fundbereiche sowie zur Klärung der geostratigraphischen Abfolge und Morphologie eiszeitlicher Sedimente. Zu Beginn der elsterzeitlichen Vereisung entstand als Stauseeablagerung der Leipzig-Delitzer Bänderton über frühpleistozänen Sedimenten. Darüber liegen elster- und saalezeitliche Grundmoränen als Ablagerungen der Gletschervorstöße. Zwischen den Grundmoränen sind Bändertone, Sande und Kiese aus Vorstoß und Rückzugsphasen der Gletscher eingeschaltet. Schließlich folgen Sandlösse als Indikatoren der letzten Eiszeit, der Weichselvereisung. Wichtigstes Untersuchungsziel war die Einordnung der Pleiße-Hauptterrasse zwischen den Grundmoränen der Elster im Liegenden und der der Saale im Hangenden.
Die feinstratigraphische Gliederung der Hauptterrasse ermöglicht eine detaillierte Kenntnis der Sedimentationsbedingungen, der Entwicklung des Flusssystems bis zu seiner Verlandung. Überraschend war die Entdeckung einer direkt unter der Grundmoräne der Saalekaltzeit liegenden Fundkonzentration, die sowohl zeitlich als auch landschaftlich deutliche Unterschiede zur Hauptfundschicht an der Basis des Hauptterrassenkörpers zeigte. Die Artefakte dieser obersten und jüngsten Fundschicht erinnern sehr an die Stücke, die Karl Hermann Jacob seiner obersten Fundschicht zuordnete.
Die Basis der Hauptterrasse wird durch eine Steinsohle gebildet, die als Abschwemmungsrückstand der ehemaligen Grundmoräne der Elsterkaltzeit zu bewerten ist. Während feinere Sedimente weggeschwemmt worden sind, haben die größeren Bestandteile, Gerölle und Blöcke bis zur Größe von Findlingen eine mehr oder weniger dichte Lage an der Basis des erst später aufschotternden Flusses gebildet. Hauptbestandteil dieser Steinsohle ist Feuerstein. Die meisten Steinartefakte stammen aus dieser Steinsohle, der untersten Hauptfundschicht.

### Artefakte
Der überwiegende Teil scharfkantiger Artefakte und die Lage der Fundstücke sprechen gegen Umlagerungen innerhalb des Flusssystems. In den hangenden Schottern wurden jedoch auch sporadisch Artefakte gefunden. Diese sind meist abgerollt, d. h. anderen Ortes in den Fluss gelangt und zufällig zur Ablagerung gelangt. Sie werden zusammenfassend einer mittleren Fundschicht zugeordnet.
Bis 2001 wurden etwas mehr als 300 m² detailliert ausgegraben. Die Mächtigkeit der gegrabenen Schichten liegt zwischen einem und zwei Metern. Insgesamt wurden hier 577 Artefakte geborgen. Dabei wurden alle Produkte gefunden, die bei der Zurichtung von rohen Feuersteinknollen zu Kernen, der Präparation dieser Kerne und ihrer Zerlegung in Abschläge anfallenden. Die Kerne sind vorwiegend nach der Levalloistechnik präpariert worden, d. h. es sind genaue, vorausplanende Berechnungen zur Reihenfolge und Wirkung der Zerlegung angestellt worden. Damit ist dieses Prinzip am Fundort Markkleeberg zeitlich gesehen erstmals nachgewiesen.

### Erste Befundinterpretationen
Am östlichen Randbereich des Grabungsareals wurde eine Fläche im Uferbereich des ehemaligen Fluss- bzw. Rinnensystems der Pleiße untersucht. Im Übergangsbereich von Ufersediment und Flussablagerungen fand sich eine Konzentration von Steinartefakten, die Handlungsvorgänge der Urmenschen rekonstruierbar machen. Kerne liegen außerhalb der dichten Konzentration aber um diese herum gruppiert. Die Kerne, von denen ja Abschläge und Klingen abgetrennt worden sind, wurden offensichtlich aus der Konzentration entfernt, d. h. weggeworfen, nachdem man sie nicht mehr benötigte. Dieser Werkplatz spiegelt jedoch nicht alle Prozesse der Kernzerlegung bzw. Artefaktherstellung wider. Man hätte sonst viel mehr Steinartefakte, insbesondere kleinere Absplisse finden müssen.
Als mögliche Deutungen diskutieren die Ausgräber:
- 1. Es handelt sich um die Peripherie eines intensiv genutzten Schlagplatzes, in dessen Zentrum gröbere Entrindungsarbeiten und Zurichtungen der Kerne stattgefunden haben. An der diskutierten Stelle hingegen ist ein Herstellungsabschnitt eines bereits fortgeschrittenen Stadiums dokumentiert, die feinere Präparation der Kerne und die Produktion der Zielabschläge.
- 2. Der Befund hat nur einen mittelbaren Bezug zu einem Werkplatz, vielmehr sind hier Aktivitäten dokumentiert die im Zusammenhang mit Nahrungsbereitung oder Lagergestaltung zu bringen sind. Aufgrund schlechter Erhaltungsumstände für organische Materialien dürften diese allerdings weitgehend zerstört sein. Einige wenige, schlecht erhaltene Tierknochen wie beispielsweise eine Nashornrippe liegen mit den Steinartefakten vergesellschaftet. Es ist denkbar, dass es sich dabei um die Reste einer üppigen Mahlzeit handelte.

## Klima und Umwelt
Die Steinsohle stand bereits unter sehr kaltem Klimaeinfluss, bevor die Menschen kamen und hier ihre Artefakte fertigten. Zahlreiche Feuersteinknollen waren durch Frosteinwirkungen zersprengt oder gerissen. Die Steinsohle lag wahrscheinlich offen im Dauerfrostboden. Auch die über der Steinsohle liegenden Kiese und bis zur saalezeitlichen Grundmoräne reichenden Schwemmsande wurden wiederholt durch Permafrost beeinflusst, wie Bodenveränderungen wie Eiskeilpseudomorphosen und Kryoturbationen anzeigen. Insgesamt ist die Hauptterrasse also wiederholt extrem kaltzeitlichen Witterungen ausgesetzt gewesen. Nördlich von Leipzig (im Tagebau Delitzsch und Breitenfeld), ebenfalls in der saalezeitlichen Hauptterrasse, wurden zahlreiche Eichenstämme entdeckt. Sie sind Hinweise auf eine Warmzeit. Dies bedeutet, dass zumindest ein Interglazial im Kies- und Sandkomplex der Hauptterrasse versteckt ist.
Das kaltzeitliche Klima spiegelt sich auch in den aus der Steinsohle und den Flusskiesen geborgenen Knochenfunden, der potentiellen Jagdbeute der damaligen Menschen, wider. Die neuen Funde wie Steppenmammut, Wollnashorn und Pferd sowie die bekannten Altfunde waren Tiere der kaltzeitlichen Steppe. Diese ist nur teilweise mit der heutigen Tundra zu vergleichen. Auch zur heutigen Savanne gibt es Unterschiede. Die kaltzeitliche Mammutsteppe war kalt-trocken, kontinental geprägt, mit größeren Temperaturschwankungen zwischen Tag und Nacht sowie Sommer und Winter. Dieses Biotop charakterisiert eine enorme Tragfähigkeit. Ausgedehnte Gras- und Strauchlandschaften ermöglichten die Ernährung großer Tierherden. Diese wiederum waren Jagdbeute der Urmenschen, die das unwirtliche Klima nicht an einer Besiedlung dieses Raumes hinderte. Für sie war allein die Verfügbarkeit reicher Nahrungsressourcen ausschlaggebend. In Markkleeberg ist dokumentiert, dass es den Urmenschen, die vormals nur in den Warmzeiten das nördliche Eurasien besiedeln konnten, jetzt erstmals gelang, auch in den Kaltzeiten in diese Region vorzudringen.
Ein besonderer Fund der jüngsten Ausgrabungen ist der Backenzahn eines Mammuts. Einen besonderen Stellenwert hat dieser Fund, weil er mittelbar zur zeitlichen Einordnung des Fundplatzes beitragen kann. Anzahl, Form und Anordnung der Zahnlamellen lassen auf seine biochronologische Stellung schließen. Der Zahn ist „primitiver“ als diejenigen der aus dem späten Eiszeitaltern bekannten Kadaverfunden Sibiriens, die als Wollhaarmammut (Mammuthus primigenius) bezeichnet werden. Er ist jedoch „fortschrittlicher“ als die aus dem frühen Eiszeitalter bekannten Zähne des Steppenmammut (Mammuthus trogontherii). Das Mammut von Markkleeberg ist unbedingt älter als die letzte Kaltzeit (Weichsel). Es ist wahrscheinlich älter als die vorletzte Kaltzeit (Stadium 8).

## Datierung
Der Streit aus der Forschungsgeschichte zwischen archäologischer „kultureller“ Datierung und einer geochronologischen Ansprache wurde durch die neuen Grabungen zugunsten der stratigraphischen Einordnung entschieden. Auch in der Quartärgeologie setzen sich neue Vorstellungen über die vergangene Klimaentwicklung und die Gliederung des Eiszeitalters zunehmend durch. Vergleichende Untersuchungen von Tiefseebohrkernen und Lössstratigraphien deuten auf globale Klimawechsel, denen auch die nordischen Vereisungszyklen unterlagen. Die letzten 800.000 Jahren sind in acht Eiszeiten zu unterteilen, denen jedoch nur drei (vier) klassische Inlandeisvorstöße gegenüberstehen. Die meisten Forscher gehen davon aus, dass zwischen Saale- und Elstervereisung nicht nur eine Warmzeit (Interglazial), sondern zwei, drei oder mehr Interglaziale einzuordnen sind. Überlegungen darüber, wie viel Interglaziale es gab und wie alt sie sind, liegen noch weit auseinander. Geht man davon aus, dass die Inlandeisvorstöße besonders kalte, feuchte und länger dauernde Kaltzeiten waren, so bietet es sich an, die Saaleeiszeit in das, aus Tiefseebohrkernen abgeleitete Sauerstoff-Isotopenstadium 6, mit einem Alter zwischen 190.000 und 140.000 Jahren und die Elstereiszeit in das Stadium 12, mit einem Alter zwischen 420.000 und 480.000 Jahren zu datieren. Die Tagebauaufschlüsse im Südraum Leipzigs mit den Relikten der Gletschervorstöße und Terrasseneinlagerungen sind als Typuslokalitäten der nordischen Inlandvereisungen zu beurteilen. Die Neuuntersuchungen von Markkleeberg sind somit auch Teil aktueller globaler Paläoklimaforschung.
Die drei Fundschichten von Markkleeberg liegen in deutlich unterschiedlicher stratigraphischer Position. Doch sind sie alle älter als der Gletschervorstoß der Saaleeiszeit und jünger als der der Elstereiszeit. Der Datierungsspielraum lässt sich einengen, wenn man bedenkt, dass aus der Hauptterrasse (jedoch nicht in Markkleeberg) Eichenstämme bekannt geworden sind, die eine warmzeitliche Periode (Interglazial) zwischen zwei Kaltzeiten anzeigen.
Wenn die vor dem letzten Interglazial (Eem 130.000 Jahre) abgelagerte saalezeitliche Grundmoräne auf ca. 150.000 Jahre datiert, so dürften die Funde aus den Kieslinsen unterhalb dieser Grundmoräne mindestens 160.000 Jahre alt sein (Isotopenstadium 6). Die in der Hauptterrasse „versteckte“ Warmzeit ist mindestens 200.000 Jahre alt (Isotopenstadium 7). Für die unter den Kiesen der Hauptterrasse liegende älteste Fundschicht Steinsohle wird ein Alter von mehr als 250.000 Jahren vermutet. Sie wird aufgrund der kaltzeitlichen Bedingungen in das Isotopenstadium 8 gestellt. Da mit dem Fundplatz Bilzingsleben und Funden von Schöningen altpaläolithische, „primitivere“ Inventare vorliegen, die in das Isotopenstadium 9 zu datieren sind, dürfte Markkleeberg nicht über ein Alter von 300.000 Jahren hinausgehen.
Die Homininen dieser Zeit werden dem späten Homo heidelbergensis zugerechnet. Der wohl bekannteste Vertreter ist der sogenannte Urmensch aus Steinheim, der in Steinheim an der Murr entdeckt wurde. Aber auch die Fundplätze Biache St. Vaast und Ehringsdorf sind mit diesen Homininen verbunden.

## Ausstellung
- Im Staatlichen Museum für Archäologie Chemnitz[1] ist ein Bereich dem Fundplatz Markkleeberg gewidmet.
- Im Naturkundemuseum Leipzig[2] widmen sich Teile der archäologischen Dauerausstellung den Funden in Markkleeberg.